# Antonio Camilo Casal Fernández
Antonio Camilo Casal Fernández más conocido como Camilo, nacido el 26 de mayo de 1963 en Ferrol es un exfutbolista gallego que jugaba en la demarcación de extremo izquierdo.

## Trayectoria
Se formó en las categorías inferiores del Racing de Ferrol, llegando a jugar en el primer equipo entre 1981 y 1983. Su buen papel hace que lo fiche el Celta de Vigo, en Segunda División, en la temporada 1983/84.
En los seis años que militó en Vigo vivió dos ascensos a Primera División y un descenso a Segunda División consecutivos, teniendo siempre un papel importante en el equipo.
En verano de 1989 deja el Celta y ficha por el Osasuna, donde jugaría dos temporadas antes de fichar por el Albacete Balompié y la SD Compostela, aquel año en Segunda División. Finalmente volvió a Ferrol a jugar dos temporadas en el Racing en Segunda División B, antes de emigrar la USA y jugar en los Seattle SeaDogs.
Una vez retirado trabajó cometando los encuentros del Seattle SeaDogs en la MLS de los Estados Unidos.